# Tiago Rodrigues
Tiago Filipe Sousa Nóbrega Rodrigues (* 29. Januar 1992 in Vila Real) ist ein portugiesischer Fußballspieler.

## Karriere

### Verein
Rodrigues begann seine Karriere bei Sporting Lissabon. Zur Saison 2008/09 wechselte er in die Jugend von Vitória Guimarães. Zur Saison 2011/12 wurde er an den Drittligisten Amarante FC verliehen. Für Amarante spielte er 17 Mal in der Segunda Divisão. Zur Saison 2012/13 kehrte er nach Guimarães zurück. Dort gab er im August 2012 zunächst sein Debüt für die Reserve in der Segunda Liga. Im September 2012 debütierte er dann auch für die Profis von Vitória in der Primeira Liga. Bis zum Ende der Saison 2012/13 kam er zu 20 Erstliga- und 17 Zweitligaeinsätzen.
Zur Saison 2013/14 wechselte Rodrigues zum Ligakonkurrenten FC Porto, bei dem er für die zweitklassige Reserve spielte. Nach vier Einsätzen in der Segunda Liga kehrte er bereits im September 2013 leihweise nach Guimarães zurück. Bis zum Ende der Leihe absolvierte der Mittelfeldspieler 21 Spiele in der Primeira Liga. Zur Saison 2014/15 kehrte er wieder zu Porto B zurück. Für den Zweitligisten kam er zu weiteren 13 Einsätzen, ehe er im Januar 2015 ein zweites Mal ins Oberhaus verliehen wurde, diesmal an Nacional Funchal. Für Nacional spielte er 18 Mal. Zur Saison 2015/16 wurde er innerhalb der Stadt an Marítimo Funchal weiterverliehen, für das er in jener Saison ebenfalls 18 Mal eingesetzt wurde. Zur Saison 2016/17 wurde der Offensivmann wiederum ein zweites Mal an Nacional verliehen. Dort kam er zu 22 Einsätzen in der Primeira Liga, aus der das Team als Tabellenletzter abstieg.
Nach vier Leihen verließ Rodrigues Porto zur Saison 2017/18 endgültig und wechselte nach Bulgarien zu ZSKA Sofia. In seiner ersten Saison im Ausland kam er zu 34 Einsätzen in der Parwa liga, in denen er neunmal traf. In der Saison 2018/19 absolvierte er 33 Spiele und erzielte acht Tore. In der Saison 2019/20 spielte er 24 Mal in der höchsten bulgarischen Spielklasse und erzielte wieder acht Tore. In der Saison 2020/21 traf er viermal in 27 Saisoneinsätzen.
Zur Saison 2021/22 wechselte Rodrigues nach Saudi-Arabien zu al-Hazem. Für Hazem spielte er 16 Mal in der Saudi Professional League. Im Februar 2022 kehrte der Portugiese wieder nach Europa zurück und schloss sich dem FK Ufa an. Für Ufa kam er zu vier Einsätzen in der Premjer-Liga. Bereits im April 2022 löste er seinen Vertrag in Ufa wieder auf.

### Nationalmannschaft
Rodrigues spielte zwischen 2009 und 2013 17 Mal für portugiesische Jugendnationalauswahlen.